# Armentières-sur-Ourcq
Armentières-sur-Ourcq és un municipi francès situat al departament de l'Aisne i a la regió dels Alts de França. L'any 2007 tenia 101 habitants.

## Demografia

### Població
El 2007 la població de fet d'Armentières-sur-Ourcq era de 101 persones. Hi havia 36 famílies de les quals 8 eren unipersonals (8 dones vivint soles i 8 dones vivint soles), 12 parelles sense fills i 16 parelles amb fills.
La població ha evolucionat segons el següent gràfic:
Habitants censats

### Habitatges
El 2007 hi havia 54 habitatges, 37 eren l'habitatge principal de la família, 11 eren segones residències i 5 estaven desocupats. 49 eren cases i 1 era un apartament. Dels 37 habitatges principals, 36 estaven ocupats pels seus propietaris i 1 estava llogat i ocupat pels llogaters; 2 tenien dues cambres, 7 en tenien tres, 7 en tenien quatre i 21 en tenien cinc o més. 21 habitatges disposaven pel capbaix d'una plaça de pàrquing. A 18 habitatges hi havia un automòbil i a 19 n'hi havia dos o més.

### Piràmide de població
La piràmide de població per edats i sexe el 2009 era:
| Homes | Edats   | Dones |
| ----- | ------- | ----- |
| 0     | 95 o +  | 0     |
| 0     | 90 a 94 | 0     |
| 0     | 85 a 89 | 0     |
| 0     | 80 a 84 | 0     |
| 4     | 75 a 79 | 0     |
| 0     | 70 a 74 | 8     |
| 0     | 65 a 69 | 0     |
| 4     | 60 a 64 | 4     |
| 0     | 55 a 59 | 0     |
| 0     | 50 a 54 | 0     |
| 4     | 45 a 49 | 0     |
| 4     | 40 a 44 | 4     |
| 8     | 35 a 39 | 8     |
| 0     | 30 a 34 | 4     |
| 0     | 25 a 29 | 0     |
| 0     | 20 a 24 | 0     |
| 4     | 15 a 19 | 0     |
| 8     | 10 a 14 | 8     |
| 4     | 5 a 9   | 8     |
| 4     | 0 a 4   | 0     |

## Economia
El 2007 la població en edat de treballar era de 71 persones, 55 eren actives i 16 eren inactives. De les 55 persones actives 51 estaven ocupades (29 homes i 22 dones) i 4 estaven aturades (2 homes i 2 dones). De les 16 persones inactives 3 estaven jubilades, 6 estaven estudiant i 7 estaven classificades com a «altres inactius».
Activitats econòmiques
Dels 5 establiments que hi havia el 2007, 1 era d'una empresa de fabricació d'altres productes industrials, 3 d'empreses de construcció i 1 d'una empresa de serveis.
Dels 3 establiments de servei als particulars que hi havia el 2009, 2 eren lampisteries i 1 electricista.
L'any 2000 a Armentières-sur-Ourcq hi havia 4 explotacions agrícoles que ocupaven un total de 484 hectàrees.

## Poblacions més properes
El següent diagrama mostra les poblacions més properes.